# Tři příběhy
Tři příběhy (Three Tales) je název minimalistické videoopery amerického hudebního skladatele Steva Reicha z roku 2002. Obrazy k hudbě vytvořila skladatelova manželka Beryl Korotová.
Sestává ze tří částí, z nichž každá zachycuje jeden z velkých (a neslavných) příběhů dějin lidského poznávání:
- Tragédii vzducholodě Hindenburg
- Atomové testy na atolu Bikini
- Klonování ovečky Dolly

Má posluchače (a diváka) přimět k zamyšlení nad překotným vývojem vědy a techniky. Ve třetí části vystupuje několik významných postav světové vědy, mezi jinými např. zakladatel laboratoře umělé inteligence na MIT Marvin Minsky nebo známý popularizátor evoluční biologie Richard Dawkins.
Dílo bylo poprvé uvedeno 12. května 2002, v Česku se mu dostalo premiéry v rámci festivalu Hudební fórum Hradec Králové v roce 2006.